# حفاير الوهوهي
مركز حفاير الوهوهي؛ هو مركزٌ إداري تابعٌ لمحافظة الرين في منطقة الرياض، ويصنف من فئة (ب) ورمزه 1493.